# Red Back Mining
Red Back Mining Inc. est une société de ressources minérales non couverte basée à Vancouver. Elle se concentre sur l'Afrique de l'Ouest où elle exploite le projet aurifère de Chirano au Ghana et la mine d'or de Tasiast en Mauritanie. La société a une filiale, Red Back Mining NL, basée à Perth, en Australie. Bien qu'indépendante, elle était considérée comme l'une des plus grandes sociétés aurifères du Canada avec une capitalisation boursière de 5,8 milliards de dollars, soit 3/4 de la 10e plus grande société minière aurifère au monde, mais à l'époque, ses principales mines n'avaient pas encore atteint plein potentiel ou masse critique,.
En mai 2010, il est annoncé que l'une des plus grandes sociétés minières aurifères au monde, Kinross Gold, achèterait 9,4 % des actions en circulation de Red Back. Une fois la transaction conclue, Kinross sera le principal actionnaire de la société aux côtés de Fidelity Management, qui en détient actuellement 6 %.
En août 2010, Kinross propose de fusionner Red Back avec Kinross, Kinross payant 7,1 milliards de dollars pour toutes les actions en circulation de Red Back. Le prix proposé était supérieur de 15 % au prix du moment de l'action Red Back. Selon Tye W. Burt, président de Kinross, Red Back a des réserves que Kinross a la capacité de développer.
Le 15 septembre 2010, deux tiers des actionnaires de Kinross Gold ont voté en faveur de l'acquisition de Red Back Mining pour un montant de 7,2 milliards d'USD (99 % des actionnaires de Red Back ont approuvé l'opération). Malgré l'opposition d'un conseiller des investisseurs de Kinross (et d'autres personnes qui estiment que la société surpaye Red Back sur la base des estimations des réserves), KGC prévoit de conclure l'opération dans les jours qui suivent l'approbation,.
Red Back Mining est retirée de la bourse australienne en mai 2004, ainsi que de la bourse de Toronto en mai 2004.

## Histoire
En 2003, l'entreprise est créée à la suite de la fusion entre Red Back Mining NL d'Australie et Champion Resources Inc du Canada. Sa mine phare, Chirano, commence à produire de l'or au 4e trimestre 2005 par l'intermédiaire de sa filiale Chirano Gold Mines Limited (CGML). En août 2007, elle acquiert la mine d'or Tasiast de Lundin Mining Corporation pour 225 millions USD ouverte le 18 juillet 2007[réf. nécessaire]. La mine Chirano produit 30 427 onces d'or sa première année et devait produire 123 000 onces au cours de chacune des 8,5 prochaines années. 2007 a vu une augmentation de 76 % de la production d'or sur un prix de l'or en hausse ; des acquisitions; et des estimations de réserves plus élevées pour ses principales mines,. En 2009, elle échoue dans sa tentative d'acquérir Moto Goldmines dont l'actif clé était une participation de 70% dans l'un des plus grands gisements d'or non développés d'Afrique.

## Production
La société produit 342 085 onces en 2009, une augmentation de 31 % par rapport à la production de 2008 et se fixe un objectif de 800 000 onces pour 2012. La part de 90 % de Red Back dans Chirano et la part de 100 % dans Tasiast produisent 402 000 onces d'équivalent or en 2010.
La mine Tasiast produit 158 660 onces en 2009, 185 000 en 2010 (les projections pour 2010 étaient de 245 et 265 000 onces).
La mine Chirano produit 185 425 onces en 2009, 240 à 260 000 onces projetées pour 2010. 4,4 millions d'onces d'or.
Les coûts décaissés d'exploitation par once en 2009 augmentent à 391 $ comparativement à 325 $ à 350 $ l'année précédente,.

## Principaux domaines d'exploration
- Mauritanie - Tasiast
- Ghana - Chirano, Bolgatanga (en coopération avec Etruscan Resources Inc. ), Ahafo Nord, Bibiani Nord, Akyem, Enchi et Bole.